# Müge Sökmen
Müge Gürsoy Sökmen (Esmirna, 1958) és una traductora turca, i editora cap de Publicacions Metis. S'ha encarregat de preparar per a la publicació centenars de llibres, tant de ficció com de no ficció, d'autors nacionals i internacionals. Ha traduït obres d'autors com John Berger, Ursula K. LeGuin, Federico García Lorca, Susan Sontag. Els seus treballs inclouen World Tribunal on Iraq: Making the Case Against War (ed., Interlink/Olive Branch Press, USA, 2008); Waiting for the Barbarians: A Tribute to Edward Said (co-ed., Verso, UK/USA, 2008) i Bilge Karasu Aramızda (llibre commemoratiu de l'autor turc Bilge Karasu, Metis, Istanbul, 1997).
Durant molts anys, Sökmen ha actuat com a presidenta del Comitè d'Escriptors a la Presó (dependent de l'organització PEN a Turquia). És membre de l'Aliança d'Editors Independents, PEN Turquia i de l'Associació d'Editors de Turquia i és una activista per la pau i la llibertat d'expressió.